# Imperio fidelissima
Il titolo Imperio fidelissima era un diploma cittadino concesso dall'imperatore Federico Barbarossa quale riconoscimento di lealtà e onore nei confronti del Sacro Romano Impero. Le città riceventi questo titolo avevano diritto a una protezione particolare e a trattamenti privilegiati nel potere cittadino; spesso era loro concesso inoltre un podestà interno.

## CittàImperio fidelissima
- Pistoia dal 1165.
- Lodi dal 1158 al 1167